# Graviphoton
Ein Graviphoton (oder Gravivektor) ist ein hypothetisches Teilchen, welches als Anregung des Gravitationsfeldes in einer Raumzeit mit fünf Dimensionen angenommen wird. Beschrieben wird diese durch die Kaluza-Klein-Theorie mit einem fünfdimensionalen metrischen Tensor, welcher aus dem vierdimensionalen metrischen Tensor durch Erweiterung mit einer zusätzlichen Zeile und Spalte entsteht. Wegen Symmetrie entsprechen diese einem zusätzlichen Skalarfeld, dem Graviskalar (oder Radion), sowie einem vierdimensionalen Vektorfeld, dem Graviphoton.
In erweitert supersymmetrischen (N = 2 oder N = 4) Theorien ist das Graviphoton mit Spin 1 eines der Superpartner des Gravitons mit Spin 2. (In N = 1 supersymmetrischen Theorien wird der dann eindeutige Superpartner des Gravitons als Gravitino bezeichnet.) Physikalisch verhält es sich ähnlich wie das Photon mit Spin 1. Etwa kann das Graviphoton ebenfalls abstoßende Beiträge zum Gravitationsfeld beschreiben, wie etwa das elektromagnetische Feld in der Reissner-Nordström-Metrik, was durch das Graviton nicht möglich ist. Unter speziellen Bedingungen kann sogar die komplette Gravitation aufgehoben werden. Dadurch dient das Graviphoton als theoretische Möglichkeit der Antigravitation, wobei an einer möglichen Umsetzung weiterhin geforscht wird.

## Beschreibung
In der Kaluza-Klein-Theorie wird der metrische Tensor {\displaystyle g_{\mu \nu }} der Allgemeinen Relativitätstheorie durch das Graviskalar {\displaystyle \phi } und das Graviphoton {\displaystyle A_{\mu }} erweitert zur Kaluza-Klein-Metrik:
{\displaystyle {\widetilde {g}}_{ab}:={\begin{bmatrix}g_{\mu \nu }+\phi ^{2}A_{\mu }A_{\nu }&\phi ^{2}A_{\mu }\\\phi ^{2}A_{\nu }&\phi ^{2}\end{bmatrix}}.}
Aus den Kaluza-Klein-Einstein-Feldgleichungen lässt sich die Beschreibung des Graviphotons ableiten:
{\displaystyle \nabla ^{\mu }F_{\mu \nu }=-3{\frac {\partial ^{\mu }\phi }{\phi }}F_{\mu \nu }.}
Dabei fällt diese Feldgleichung für verschwindendes Graviskalar genau auf die Maxwell-Gleichungen zurück. Dadurch kann das Graviphoton als Verallgemeinerung des Photons betrachtet werden, welches als Quant der elektromagnetischen Wechselwirkung genau durch diese beschrieben wird.